# Don Napy
Don Napy, pseudonimo di Luis Napoleón Duclout (Argentina, ... – 11 luglio 1962), è stato uno sceneggiatore e regista cinematografico argentino.

## Carriera
Inizialmente lavorò come giornalista per poi dedicarsi completamente alla radio. Nel 1936 codiresse Vértigo, un film documentario sul Gran Premio automobilistico del 1936.
Scrisse diverse sceneggiature per il cinema oltre a sceneggiature radiofoniche. Nel 1950 tornò alla regia cinematografica con Captura recomendada e Los Pérez García, quest'ultima basata su un popolare programma radiofonico. Il suo ultimo film fu El pecado más lindo del mundo che sceneggiò e diresse nel 1953. Morì l'11 luglio 1962.

## Filmografía
Sceneggiature
- El pecado más lindo del mundo (1953)
- Mala gente (1952)
- Camino al crimen (1951)
- Captura recomendada (1950)
- Los Pérez García (1950)
- Nace la libertad (1949)
- Los hijos del otro (1947)
- La importancia de ser ladrón (1944)
- Peluquería de señoras (1941)
- El susto que Pérez se llevó (1940)
- Vértigo (1936)

Regista
- Buenos Aires en relieve (1954)
- El pecado más lindo del mundo (1953)
- Mala gente (1952)
- Camino al crimen (1951)
- Captura recomendada (1950)
- Los Pérez García (1950)
- Vértigo (1936)

## Fonti
- Adolfo C. Martínez, Diccionario de directores del cine argentino, Buenos Aires, Editorial Corregidor.ISBN 950-05-0896-6
- Raúl Manrupe, Un diccionario de films argentinos (1930-1995), Buenos Aires, Editorial Corregidor.ISBN 950-05-1524-5

| Controllo di autorità | VIAF (EN) 396164479580326210007 · GND (DE) 125156383X |